# 채원후 (야구 선수)
채원후(1995년 7월 11일 ~ )는 KBO 리그 NC 다이노스의 투수이다. 개명 전 이름은 '채지선(蔡智善)'이다.

## 두산 베어스시절
2015년에 입단하였다. 2020년 5월 5일 LG전에서 구원 등판하며 데뷔 첫 경기를 치렀고, 경기에서 0.1이닝 1실점을 기록했다.

## LG 트윈스시절
2021년 3월 25일 당시 두산 베어스 소속이었던 그와 함덕주, LG 트윈스 소속이었던 남호, 양석환과 2:2 트레이드를 통해 이적하였다.

## NC 다이노스시절
2023년 7월 18일 당시 NC 다이노스 소속이었던 최승민과 1:1 트레이드를 통해 이적하였다. 이후 2024년 9월 20일  퓨처스리그에서 4연타석 홈런을 기록한 내야수 한재환이 정식선수로 등록됨과 동시에 방출 통보를 받고 무적 신세가 되었다.   

## 출신 학교
- 광주학강초등학교
- 광주동성중학교
- 광주제일고등학교

## 통산 기록
| 연도 | 팀명  | 평균자책점 | 경기 | 완투 | 완봉 | 승 | 패 | 세 | 홀 | 승률  | 타자 | 이닝 | 피안타 | 피홈런 | 볼넷 | 사구 | 탈삼진 | 실점 | 자책점 |
| ---- | ----- | ---------- | ---- | ---- | ---- | -- | -- | -- | -- | ----- | ---- | ---- | ------ | ------ | ---- | ---- | ------ | ---- | ------ |
| 2020 | 두산  | 4.91       | 37   | 0    | 0    | 1  | 0  | 0  | 2  | 1.000 | 158  | 33   | 34     | 3      | 24   | 5    | 34     | 18   | 18     |
| 2021 | LG    | 3.12       | 14   | 0    | 0    | 0  | 0  | 0  | 0  | 0.000 | 87   | 17⅓  | 15     | 0      | 20   | 0    | 18     | 8    | 6      |
| 2022 | LG    | 0.00       | 3    | 0    | 0    | 0  | 0  | 0  | 1  | -     | 10   | 3    | 1      | 0      | 0    | 1    | 2      | 0    | 0      |
| 2023 | NC    | 0.00       | 3    | 0    | 0    | 0  | 0  | 0  | 0  | 0.000 | 17   | 3⅔   | 4      | 0      | 4    | 0    | 2      | 3    | 3      |
| 통산 | 4시즌 | 4.05       | 54   | 0    | 0    | 1  | 0  | 0  | 3  | 1.000 | 272  | 56⅔  | 54     | 3      | 48   | 6    | 54     | 29   | 27     |